# Casali (famiglia mantovana)
Casali, nobile famiglia di Mantova, trasferitasi da Milano nel XV secolo.

## Esponenti illustri
- Filippo Casali (XV secolo), capostipite della famiglia[2]
- Ambrogio Casali, figlio di Filippo
- Gianfrancesco Casali, figlio di Filippo
- Francesco Casali (XVII secolo), podestà di Castel Goffredo nel 1699
- Giuseppe Casali (XVII secolo), giureconsulto, senatore di Monferrato e quindi di Mantova. Uditore di camera della duchessa di Mantova Anna Isabella Gonzaga
- Romualdo Casali (XVII secolo), militare nel presidio di Monferrato
- Giancarlo Casali (XVII secolo), militare al servizio del re di Francia Luigi XIV
- Giuseppe Giancarlo Casali (XVII secolo), podestà di Mantova nel 1739 e senatore
- Filippo Casali (?-1881), guardia nobile
- Giuseppe Casali (1863-?), giureconsulto

## Proprietà
- Palazzo Casali a Mantova[3]